# Schmidtiacris schmidti
Schmidtiacris schmidti är en insektsart som först beskrevs av Ikonnikov 1913.  Schmidtiacris schmidti ingår i släktet Schmidtiacris och familjen gräshoppor. Inga underarter finns listade i Catalogue of Life.